# Náufragos del tiempo (banda)
Náufragos del tiempo es un grupo español de pop rock formado por Sergio "Paste" López (batería), Guillermo Ruiz (guitarra eléctrica, órgano Hammond, piano, voz y coros), Juanma Medina (guitarra eléctrica y acústica, sonaja y coros) y Francisco "Curro" Ravira (bajo eléctrico). 
Originado en Estepona (Málaga) a mediados de 1999, comenzaron su carrera versionando a distintos grupos de pop rock nacional e internacional, especialmente británicos, para luego llegar a escribir y componer sus propias canciones.
En 2002 publicaron su primer disco, El juego de la vida, en Fonthy Record.
- Datos: Q5862038